# Орбан, Реми
Жозеф Альбер Селестен Реми Орбан (нидерл. Joseph Albert Célestin Rémy Orban; 5 апреля 1880 — 1951) — бельгийский гребец, серебряный призёр летних Олимпийских игр 1908 года.
На Играх 1908 года в Лондоне Орбан входил в состав бельгийского экипажа восьмёрок. Его команда заняла итоговое второе место и получила серебряные медали.
До этого он участвовал в неофициальных Олимпийских играх 1906 года в Афинах вместе со своим братом Максом и греческим подростком-рулевым Теофилосом Псилиакосом. Там Орбан занял пятое место в гонке двоек распашных с рулевыми на 1000 метров и второе место в гонке на одну милю, однако эта медаль не считается официальной, так как Игры проходили без разрешения Международного олимпийского комитета. В том же году гребец стал чемпионом Европы (на победных для бельгийцев чемпионатах 1907 и 1908 годов не участвовал).
Выступал за Королевский гребной клуб Гента (нидерл. Koninklijke Roeivereniging Club Gent), в 1906 и 1909 годах выигрывал Хенлейскую королевскую регату.